# Lygus gemellatus

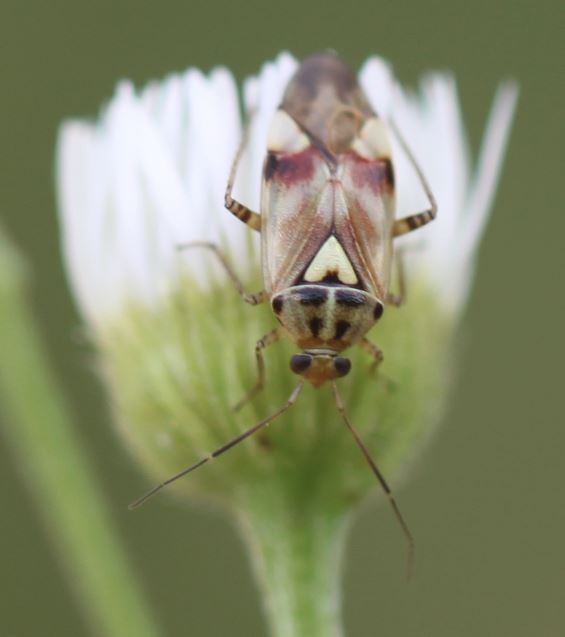

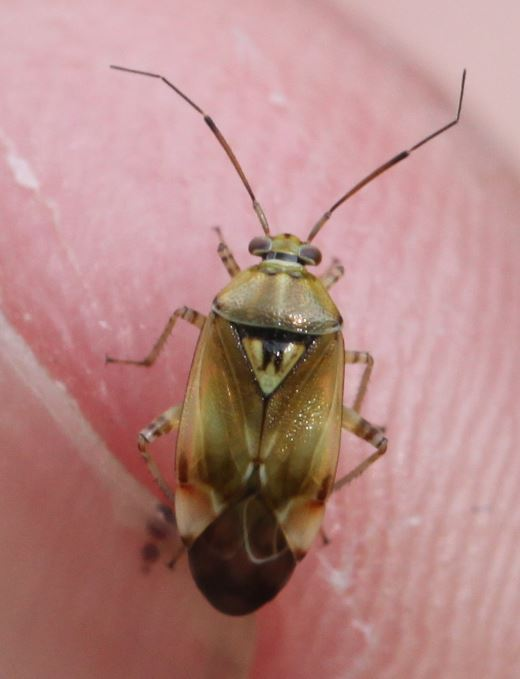

Lygus gemellatus, auch Beifuß-Wiesenwanze genannt, ist eine Wanzenart aus der Familie der Weichwanzen (Miridae).

## Merkmale
Die Wanzen werden 5,3 bis 6,1 Millimeter lang. Sie besitzen eine bräunliche Grundfarbe. Auf dem Halsschild befinden sich hinter den Schwielen meist zwei schwarze Flecke. Das Scutellum weist einen schwarzen Fleck an der Basismitte auf, der „gespalten“ erscheint. Am hinteren Seitenrand des Coriums befindet sich ein schwarzer Fleck. Die Spitzen des Cuneus sind schwarz. Die Membran ist rauchgrau gefärbt. Die Fühler sind gelbbraun gefärbt. Lediglich das apikale Ende des zweiten Fühlergliedes weist eine Verdunkelung auf. Die Beine sind ebenfalls gelbbraun gefärbt. Die Femora weisen nahe ihrem apikalen Ende zwei schwarze Ringe auf. Die Tibien weisen eine Dornenreihe auf.

## Verbreitung
Die Wanzenart ist in Europa weit verbreitet. Sie fehlt lediglich auf den Britischen Inseln und im Hohen Norden. Die Art kommt im gesamten Mittelmeerraum einschließlich dem angrenzenden Nordafrika sowie auf Madeira vor. Im Osten reicht das Vorkommen über Sibirien bis nach China.

## Lebensweise
Lygus gemellatus bevorzugt wärmebegünstigte Offenland-Biotope, meist mit Sandboden. Zu den Wirts- und Futterpflanzen der Art zählt der Feld-Beifuß (Artemisia campestris), der Beifuß (Artemisia vulgaris) sowie Wermutkraut (Artemisia absinthium). Es werden gewöhnlich zwei Generationen pro Jahr gebildet. Die Imagines der Sommergeneration erscheinen ab Juni, die der überwinternden Herbstgeneration ab September.

## Taxonomie
In der Literatur finden sich folgende Synonyme:
- Capsus gemellatus Herrich-Schäffer, 1835
- Phytocoris adspersus Schilling, 1837